# Shahrestān-e Bahārestān
Shahrestān-e Bahārestān (persiska: شهرستان بهارستان, بهارستان) är en delprovins (shahrestan) i Iran.   Den ligger i provinsen Teheran, i den centrala delen av landet, 30 km sydväst om huvudstaden Teheran.
Delprovinsen hade 536 329 invånare 2016.